# Zhenhai
Zhenhai ⓘ (en chino, 镇海区; pinyin, Zhènhǎi qū; literalmente, ‘pueblo del mar’) es un distrito urbano bajo la administración directa de la subprovincia de Ningbo en la Provincia de Zhejiang, República Popular China. Se localiza en una zona llana a una altura media de 5 m s. n. m., bañada por el río Yong (甬江), en la costa del Mar de la China Oriental, la parte del norte está protegida del mar por un dique de unos 3 kilómetros de largo, compuesto en su totalidad de grandes bloques de granito. Su área es de 245,9 km²  y su población para 2017 fue más de 440 mil habitantes.
Durante la Guerra del Opio, 10 de octubre de 1841, Zhenhai fue ocupada por los británicos. En 1885, fue el escenario de la batalla de Zhenhai en la guerra franco-china y en varios enfrentamientos contra los japoneses.

## Administración
El distrito de Zhenhai se divide en 7 pueblos que se administran en 5 subdistritos y 2 poblados:
| Mapa                                                             | Chino      | Área      | Población | Código postal | Código de área | Tipo        | Pinyin       |
| ---------------------------------------------------------------- | ---------- | --------- | --------- | ------------- | -------------- | ----------- | ------------ |
| Jiǔ lónghú Xièpǔ Luòtuó Guìsì Zhuāng shì Jiāo chuān Zhāo bǎoshān | 招宝山街道 | 21,71 km² | 66 900    | 315200        | 330211001      | Subdistrito | Zhāo bǎoshān |
| Jiǔ lónghú Xièpǔ Luòtuó Guìsì Zhuāng shì Jiāo chuān Zhāo bǎoshān | 蛟川街道   | 40,06 km² | 41 700    | 315212        | 330211002      | Subdistrito | Jiāo chuān   |
| Jiǔ lónghú Xièpǔ Luòtuó Guìsì Zhuāng shì Jiāo chuān Zhāo bǎoshān | 骆驼街道   | 30,25 km² | 32 100    | 315202        | 330211003      | Subdistrito | Luòtuó       |
| Jiǔ lónghú Xièpǔ Luòtuó Guìsì Zhuāng shì Jiāo chuān Zhāo bǎoshān | 庄市街道   | 25,13 km² | 26 500    | 315201        | 330211004      | Subdistrito | Zhuāngshì    |
| Jiǔ lónghú Xièpǔ Luòtuó Guìsì Zhuāng shì Jiāo chuān Zhāo bǎoshān | 贵驷街道   | 16,39 km² | 14 300    | 315206        | 330211005      | Subdistrito | Guì sì       |
| Jiǔ lónghú Xièpǔ Luòtuó Guìsì Zhuāng shì Jiāo chuān Zhāo bǎoshān | 澥浦镇     | 41,26 km² | 21 700    | 315203        | 330211100      | Poblado     | Xiè pǔ       |
| Jiǔ lónghú Xièpǔ Luòtuó Guìsì Zhuāng shì Jiāo chuān Zhāo bǎoshān | 九龙湖镇   | 65,3 km²  | 22 500    | 315205        | 330211101      | Poblado     | Jiǔ lónghú   |

## Historia

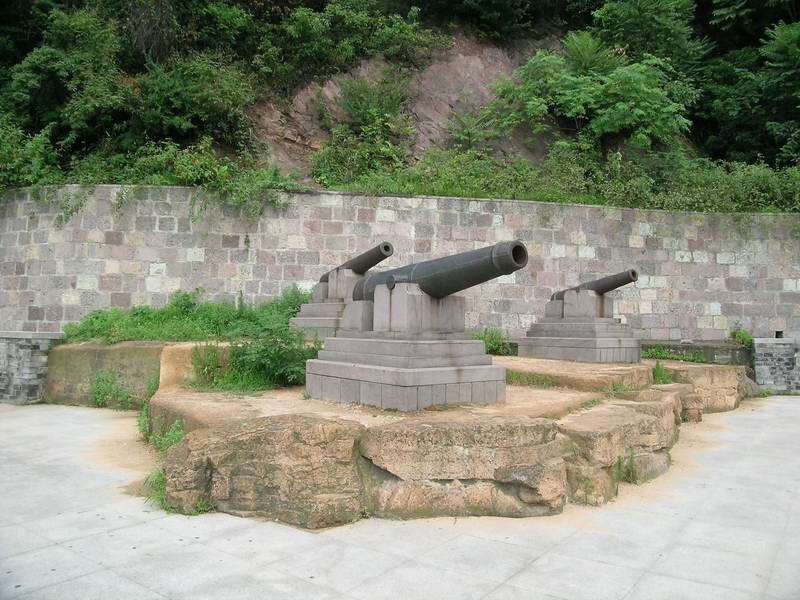
Cañones en el fuerte Anyuan.

La zona donde yace Zhenhai ha estado habitada desde el neolítico y empezó a ser poblada desde las riberas del río Yong. La llanura Jianghai hace 7000 años estaba bajo el nivel del mar y luego se convirtió en una marisma hasta que esta finalmente se secó y las tierras fueron ganadas al mar.
Durante el periodo Primaveras y Otoños estaba bajo el mando del estado Yue. En el año 220 a. C. Qin Shi Huang, el primer emperador de la dinastía Qin, estableció tres condados llamados Yin (鄞), Mao (鄮) y Guozhang (句 章) y Zhenhai pertenecía a Mao, más tarde, todos se fusionaron en el condado Guozhang durante la dinastía Sui.
En el año 897 el gobierno de la ciudad (fundado en 809) completó la construcción de un dique para evitar inundaciones. En las Cinco Dinastías durante el reinado de Qian Liu Zhenhai gana beneficios con la industria pesquera y pronto cambia a condado Dinghai (定海县) y se divide en 4 administraciones, hoy aún sobre vive el nombre de la villa Qingquan (清泉乡)en el distrito. Cinco generaciones de inmigrantes han aumentado sustancialmente la población de Zhenhai.
En 1840, la guerra del opio explotó por primera vez. En octubre de 1841, Zhenhai fue ocupada hasta el 11 de octubre de 1842. En la guerra entre China y Francia, en 1885 obtuvieron la victoria en la Batalla de Zhenhai. En 1880 aparecen hospitales modernos y en 1896 se crea una oficina de correos y en 1901 una escuela moderna. En ese momento varios empresarios de Zhenhai comenzaron a comercializar con Shanghái.
Después de la Fundación de la República de China, Zhenhai se moderniza con la construcción de fábricas, naves, muelles, carreteras, ferrocarriles, escuelas, hospitales, estaciones de bomberos y otros servicios públicos, sin embargo eventos naturales y sociales también estuvieron presentes tales como disturbios, tifones y otros desastres naturales causaron daño. Pero después de 1937, con la segunda guerra sino-japonesa, para la defensa de los ataques japoneses se desmontaron estructuras y vías. En julio de 1940 en Zhenhai se lograron varias victorias, pero fue ocupada por los japoneses en 1941 en la Batalla de Ningbo y Shaoxing. hasta agosto de 1945, cuando Japón se rindió y el 24 de mayo de 1949, el ejército de liberación popular ocupó Zhenhai

## Economía

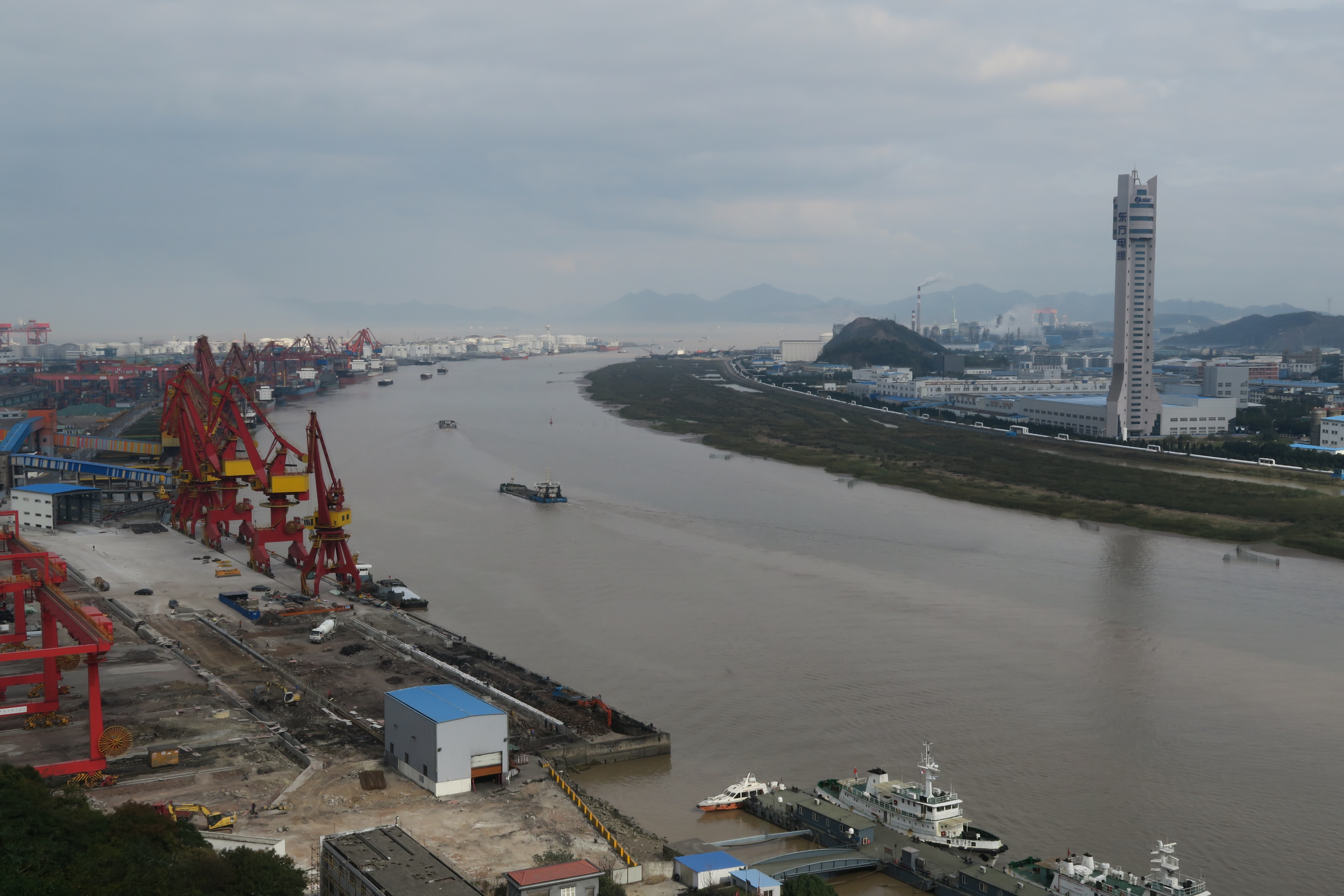
El Yong, un motor de la economía.

La economía de la ciudad es fuerte y comenzó a modernizarse en 1917 cuando se comenzaron a construirse las primeras fábricas. En 1974 se construyó la primera planta eléctrica y la refinería Zhenhai (镇海炼化), que hoy en día es una de las mayores refinería de petróleo de toda China y la región Asia-Pacífico.
En el plan maestro de la ciudad de Ningbó (2004-2020) para Zhenhai se planifica suministros de tránsito en alta mar y en el área industrial。
El distrito contiene industria eléctrica, química y ligera. Hay zonas especiales que fomentan la inversión, las principales categorías son: maquinaria industrial, información electrónica y logística. El delta del río Yangtze es una importante base de industria química, pero con lleva problemas ambientales.
Finanzas
Hay más de una docena de bancos comerciales, incluyendo cinco estatales y el Banco de Ningbo.
Agricultura y pesca
Por tradición, Zhenhai es una zona agrícola. Los principales cultivos son de arroz y algodón, que comenzaron a finales de la dinastía Qing, y más recientemente se le ha añadido otros cultivos como frijoles, cebada, trigo, papa y hierbas. Con el siglo XXI, Zhenhai tiende a la agricultura ecológica y una nueva economía agrícola. La crianza de animales representa un rol importante en la economía local.
La industria pesquera tiene una historia de casi mil años, algo que viene en descenso por la sobre expoliación de recursos. Al noroeste, un territorio de unos 165 kilómetros cuadrados hay criaderos de peces, medusas, camarones y cangrejos.
Recursos
Zhenhai al estar en un delta cuenta con un red de agua natural y el terreno es rico en fósforo, potasio y otros elementos. Al ser costera es de suelos salinos, rica en boro, magnesio y calcio. La llanura aluvial en lagunas partes tiene alto contenido de materia orgánica y baja en contenido en fósforo.
La industria de la madera está casi extinta. Hay bosques de coníferas, principalmente de pino, cedro y abeto y bosques de hoja ancha. La llanura costera hay vegetación de bambú, alcanfor y abeto.

## Geografía
Zhenhai yace en la costa del Mar de la China Oriental, en el delta del río Yong. Las montañas Siming (四明山), una serie de colinas corren de oeste a este y se elevan de 100 a 400 metros sobre el nivel del mar, mientras la zona urbana se encuentra en la llanura de Jianghai (江海平原) a una altitud de 5 m s. n. m. Después de la fundación de la República Popular China, se llevó a cabo una serie de trabajos para la recuperación de la costa, por lo que ha sufrido grandes cambios, una pequeña colina saliente en la playa se ha extendido hacia el este para convertirse en una zona industrial y portuaria.

## Clima
El clima local se clasifica como monzonico subtropical, con las cuatro estaciones bien diferenciadas, templado y húmedo, lluvias abundantes. Zhenhai es a menudo afectada por tifones, tormentas, sequías y otros desastres meteorológicos.
Durante la primavera prevalecen los vientos del este, alternando la temperatura del aire frío y caliente. La temporada de lluvias se concentra a mediados de año y luego viene un tiempo de sequía y calor. A mediados de agosto es temporada de tifones, lo cual hay un aumento en las lluvias. El invierno es frío y seco, con nieve, algunas veces.
| Parámetros climáticos promedio de Zhenhai | Parámetros climáticos promedio de Zhenhai | Parámetros climáticos promedio de Zhenhai | Parámetros climáticos promedio de Zhenhai | Parámetros climáticos promedio de Zhenhai | Parámetros climáticos promedio de Zhenhai | Parámetros climáticos promedio de Zhenhai | Parámetros climáticos promedio de Zhenhai | Parámetros climáticos promedio de Zhenhai | Parámetros climáticos promedio de Zhenhai | Parámetros climáticos promedio de Zhenhai | Parámetros climáticos promedio de Zhenhai | Parámetros climáticos promedio de Zhenhai | Parámetros climáticos promedio de Zhenhai |
| Mes                                       | Ene.                                      | Feb.                                      | Mar.                                      | Abr.                                      | May.                                      | Jun.                                      | Jul.                                      | Ago.                                      | Sep.                                      | Oct.                                      | Nov.                                      | Dic.                                      | Anual                                     |
| ----------------------------------------- | ----------------------------------------- | ----------------------------------------- | ----------------------------------------- | ----------------------------------------- | ----------------------------------------- | ----------------------------------------- | ----------------------------------------- | ----------------------------------------- | ----------------------------------------- | ----------------------------------------- | ----------------------------------------- | ----------------------------------------- | ----------------------------------------- |
| Temp. máx. media (°C)                     | 8.3                                       | 8.9                                       | 12.8                                      | 18.9                                      | 23.3                                      | 26.7                                      | 31.7                                      | 30.6                                      | 26.7                                      | 22.2                                      | 16.7                                      | 11.1                                      | 19.8                                      |
| Temp. mín. media (°C)                     | 2.8                                       | 3.9                                       | 7.2                                       | 12.2                                      | 17.2                                      | 21.7                                      | 25.6                                      | 25.6                                      | 21.1                                      | 16.1                                      | 10                                        | 4.4                                       | 14                                        |
| Precipitación total (mm)                  | 57.8                                      | 75.4                                      | 120.4                                     | 120.0                                     | 142.4                                     | 203.0                                     | 144.7                                     | 168.6                                     | 188.5                                     | 86.0                                      | 65.3                                      | 46.2                                      | 1418.3                                    |
| Días de precipitaciones (≥ 1 mm)          | 11.6                                      | 12.7                                      | 17.1                                      | 15.9                                      | 16.1                                      | 16.5                                      | 12.3                                      | 13.8                                      | 13.8                                      | 10.2                                      | 8.8                                       | 8.7                                       | 157.5                                     |
| Horas de sol                              | 123.7                                     | 108.4                                     | 121.7                                     | 142.4                                     | 156.7                                     | 147.8                                     | 243.8                                     | 238.0                                     | 171.5                                     | 166.5                                     | 143.4                                     | 146.1                                     | 1910                                      |
| Humedad relativa (%)                      | 76                                        | 78                                        | 80                                        | 81                                        | 82                                        | 86                                        | 83                                        | 83                                        | 83                                        | 80                                        | 77                                        | 75                                        | 80.3                                      |
| Fuente n.º 1: Weatherbase                 |                                           |                                           |                                           |                                           |                                           |                                           |                                           |                                           |                                           |                                           |                                           |                                           |                                           |
| Fuente n.º 2: Ningbo Climate Studies      |                                           |                                           |                                           |                                           |                                           |                                           |                                           |                                           |                                           |                                           |                                           |                                           |                                           |

## Problemas ambientales

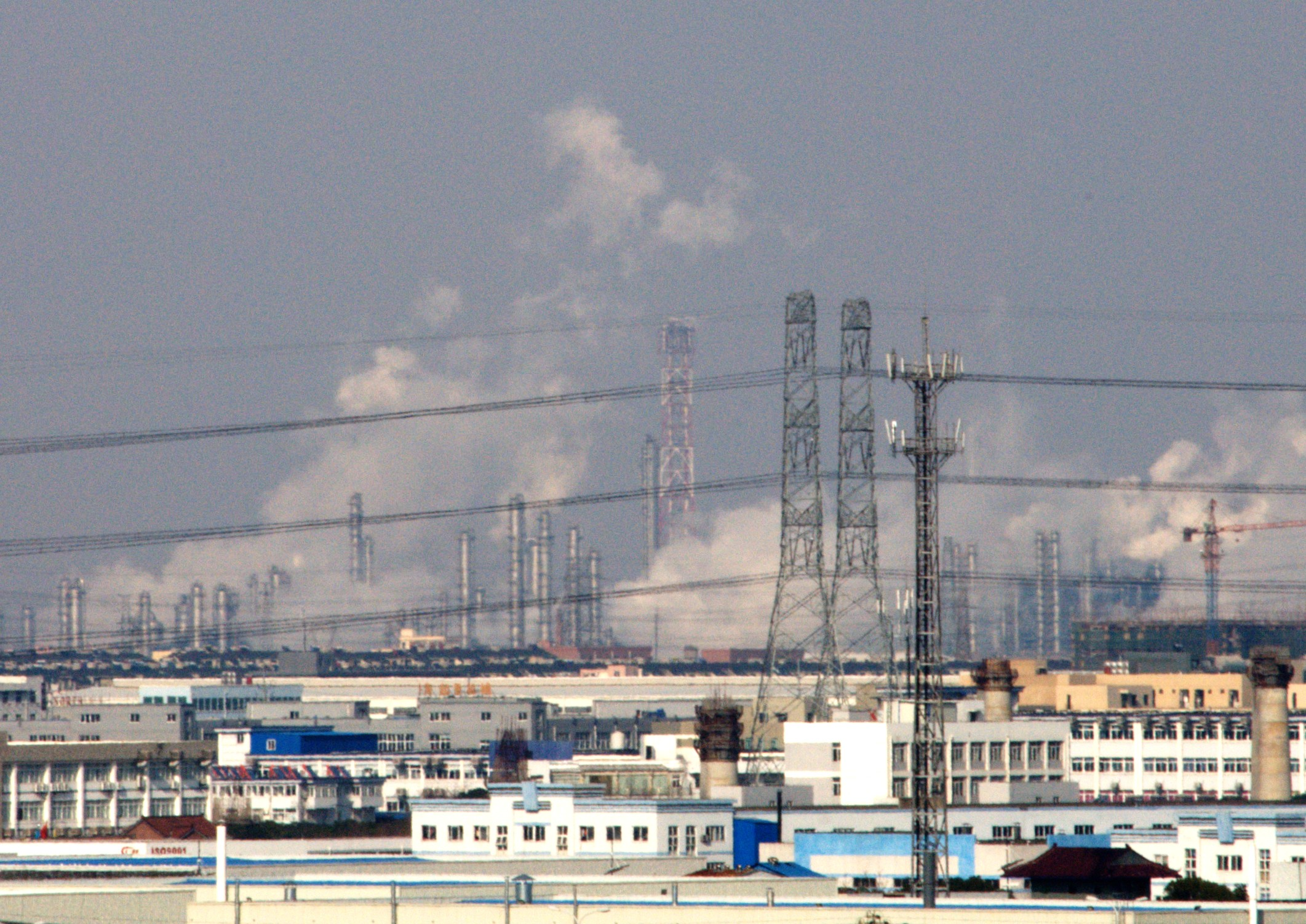
Zona industrial.

Zhenhai ha sufrido una grave contaminación atmosférica a largo plazo, principalmente por culpa de la Petroquímica Ningbo, ubicada en la costa oriental. En la zona hay cerca de 200 plantas químicas, entre las cuales se encuentra la mayor refinería de petróleo de China, el mayor productor de plástico de China y el muelle químico líquido más grande de China. En septiembre de 2007, 400 toneladas de acrilonitrilo contaminaron el aire y el agua subterránea alrededor de las zonas adyacentes. A finales de abril de 2012, tres millones de abejas murieron en un huerto debido a los contaminantes descargados por una planta química cercana. Las investigaciones llevadas a cabo han demostrado un aumento de la incidencia del cáncer entre 2007 y 2009.
En mayo de 2002 los residentes iniciaron protestas contra la degradación ambiental causada por la industria química, bloqueando el tráfico en sus principales calles. En octubre de 2012 realizaron manifestaciones en contra de un proyecto petroquímico gigante, en el curso de las cuales se enfrentaron con la policía.

## Ciudadanos ilustres
- Hu Zongnan (1896-1962), general del Ejército Nacional Revolucionario.
- Run Run Shaw (1907), empresario.
- Yang Fujia (1936), físico nuclear y miembro de la Academia China de las Ciencias.